# Abu Sayyaf
Abu Sayyaf (in arabo جماعة أبو سياف‎?, Jamāʿa Abū Sayyāf), anche conosciuto come al-Harakat al-Islamiyya è uno dei diversi gruppi paramilitari separatisti islamici, con base attorno alle isole a sud delle Filippine, in Bangsamoro (Jolo, Basilan e Mindanao) dove per quasi 30 anni diversi gruppi musulmani sono insorti contro lo Stato a ispirazione cattolica delle Filippine.

## Nome
Il nome dell'organizzazione significa in arabo ابو‎?, abū ("padre di") e sayyaf ("Spadaccino"). Il gruppo chiama se stesso "al-Harakat al-Islamiyya" o "Movimento Islamico". Il nome Abu Sayyaf deriva dalla kunya adottata da Abdurajak Janajalani quando chiamò Sayyaf il figlio primogenito, diventando così Abu Sayyaf, ossia "padre di Sayyaf". Abdurajak lo chiamò così in onore del suo comandante afghano combattente, Abd al-Rasul Sayyaf, che lo aveva istruito nel suo campo di addestramento in Afghanistan.

## Storia
Il gruppo venne costituito nei primi anni novanta del Novecento da Abdurajik Abubakar Janjalani, un cittadino filippino musulmano che aveva combattuto nella Brigata Internazionale Musulmana durante l'invasione sovietica in Afghanistan; la prima azione consistette nel 1991 nell'uccisione di due cittadini americani evangelisti a cui seguirono poi attacchi con esplosivi, rapimenti, assassinii, stupri ed estorsioni in quella che l'organizzazione descrive come la lotta per la creazione di uno stato islamico nel Mindanao occidentale e le Isole Sulu, con il dichiarato obiettivo di strutturare un'entità panislamica in tutto il Sud-est asiatico, che comprenda da est a ovest, l'isola di Mindanao, le Isole Sulu, l'isola del Borneo, la Malaysia, l'Indonesia, le isole del mar Cinese Meridionale e la penisola Malese (Malaysia, parte della Thailandia e parte della Birmania). Il gruppo Abu Sayyaf cerca comunque di costituire la tredicesima provincia autonoma, libera dal governo centrale e cattolico delle Filippine.